# 恩加拉語
恩加拉語是贊德語支下的一種語言，使用於剛果民主共和國東北。這種語言最初由Stefano Santandrea提及。它也受到班達語支中一種或多種語言的影響。